# Robert Jardillier
Robert Jardillier, né le 31 mars 1890 à Caen dans le Calvados et mort le 19 mai 1945 à Marseille dans le Bouches-du-Rhône, est un homme politique français. Membre de la SFIO, il a été député de la Côte-d'Or, maire de Dijon (1935-1940) et ministre des Postes, Télégraphes et Téléphones sous le Front populaire (1936-1937).

## Biographie

### Origines, vie privée et études
Robert Jardillier est né à Caen d'un fils d’un fonctionnaire à l’Inspection académique et d’une mère professeur de piano d'ascendence bourbonnaise. Il partage son enfance entre Caen et Nîme de 1900 à 1907, date à laquelle, son père son père est nommé secrétaire de l'inspection académique. Après deux années de Première supérieure au Lycée Henri IV à Paris et un échec au concours d'entrée à l'École Normale Supérieur, il entreprend une une licence d'histoire à l'université de Caen. À partir de 1912, il prépare à Lyon l'agrégation d'histoire, où il reçoit les enseignements d'Édouard Herriot, du géographe Maurice Zimmermann ou de l'historien médiéviste Arthur Kleinklausz. Il est reçu d'emblée au concours, classé cinquième de sa cohorte.
Affecté par une grande myopie et surtout des déficiences cardiaques, sa faible constitution le dispense de ses obligations militaires. Il est marié à la fille du professeur de philosophie Léon Robin. La sœur de sa femme est mariée au professeur de mathématiques Joseph Pérès.

### Parcours professoral
Agrégé, il enseigne dès 1919 lors de sa nomination au lycée Carnot, où il enseigne, entre autres élèves, à Raymond Aubrac. Celui-ci le décrit comme un « brillant pédagogue » qui éveilla sa conscience politique. Il devient ensuite chargé de cours à l'université de Dijon et à l'École des beaux-arts de Dijon. Défenseur du patrimoine, musicologue de renom (il a consacré un ouvrage à Debussy et à César Franck), il crée et dirige la chorale mixte universitaire.
Il quitte le monde académique pour se consacrer à la politique à partir des années 1930. Il n'y revient que durant l'Occupation à Marseille. En tant qu'agrégé d'histoire, il obtient un poste au lycée Saint-Charles puis au lycée Thiers. Il y enseigne jusqu'à sa mort prématurée et favorise l'admission au lycée de Paul Lombard, qui est le fils d'un ami.

### Parcours politique

#### Militant et député
Membre de la SFIO depuis 1921, il est député de 1932 à 1940. En 1934, il devient également conseiller général.

#### Maire de Dijon
Lors des élections municipales de Dijon, en mai 1935, l'Union de la gauche se rallie à nouveau à la SFIO dont Jardillier est le secrétaire départemental. Ce front commun l'emporte face à la virulente Entente républicaine qui n'hésite pas à présenter le socialiste comme le candidat de « l'épate et du bluff ». Sur 18 538 électeurs, 9 853 accordent leur suffrage à Jardillier. Ses adversaires, par la voix de Noël Sauzey, porte-parole de l'Entente républicaine, prétendent alors que les Dijonnais ont simplement voulu rendre hommage au « musicien de talent et au conférencier », ajoutant : « Que vient faire la musique dans cette galère ? » Mais lui veut avant tout être le « maire socialiste » de Dijon.
Face à la hausse du chômage (qui a doublé à Dijon en 1935), il développe des chantiers municipaux, crée des restaurants populaires à bon marché et sollicite les commerçants pour « aider les chômeurs involontaires ayant perdu leur emploi ». En 1936, il soutient les 6 000 grévistes dijonnais (PLM, Terrot, magasin Pauvre Diable...), leur fournit pendant un mois repas et café et fait distribuer aux écoliers lait et biscuits. Il s'élève contre « les fauteurs de vie chère ».

#### Ministre du Front Populaire

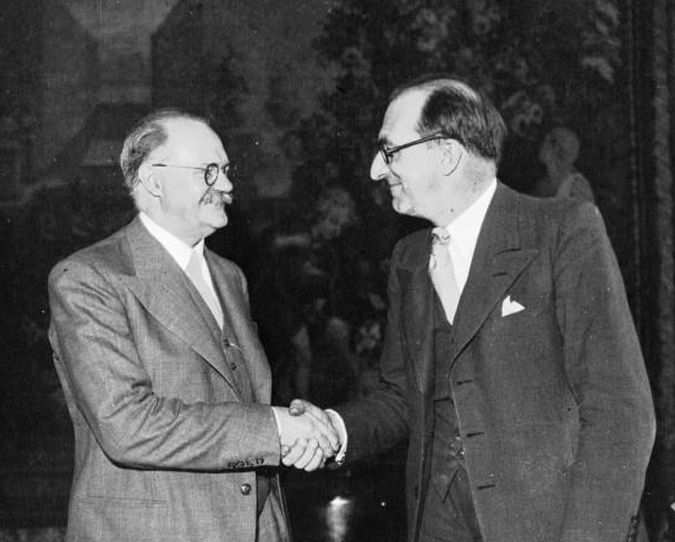
Passation de pouvoirs entre Robert Jardillier (à droite) et son successeur au Ministère des PTT, Jean-Baptiste Lebas, en 1937.

Homme de culture et de conviction, « sensible et courtois », disciple de Blum et Jaurès, Robert Jardillier entre dans le gouvernement de Léon Blum en occupant le poste de ministre des Postes, Télégraphes et Téléphones du 4 juin 1936 au 22 juin 1937. C'est que l'une de ses premières mesures comme édile dijonnais a été de supprimer l'ouverture des bureaux de poste le dimanche pour cause d'« excès de travail pour les employés, d'une part, et excès de dépenses, d'autre part ». Succédant au très politique et très médiatique Georges Mandel, il peine à s'imposer à la tête d'un des plus importants ministères de la troisième république (en nombre de fonctionnaires et budget). Un ministère qui a pris encore de l'importance avec l'essor de la radiodiffusion dont il a la tutelle.

#### Débâcle et fin de vie
Son retour à Dijon est marqué par une suite de drames personnels. Il perd successivement sa femme en 1938, sa mère en 1940, son frère et sa famille dans un naufrage au début de la même année. Deux de ses fils sont mobilisés, un autre est déporté. En ce début de guerre, il célèbre encore le 14 décembre 1939 en tant que maire, l'union de Lucie et Raymond Aubrac, son ancien élève. En 1940, devant l'absence d'information des autorités militaires et préfectorales, il donne l'ordre général d'évacuation. Le 16 juin, avant l'arrivée des troupes allemandes, il quitte lui-même la ville, se réfugie successivement chez Jean Bouhey, dans les Hautes-Côtes, puis à Autun et à Vichy. En tant que député, il y votera, ainsi que son prédecesseur et adversaire Gaston Gérard, les pleins pouvoir au Maréchal Pétain. Marqué par les évènements, il se replie ensuite à Marseille, où il passe ses dernières années. Bien qu'âgé d'une cinquantaine d'année seulement, Antoine Olivesi décrit alors son professeur avec « sa canne, son grand chapeau et sa courte pèlerine, sa démarche saccadée et légèrement voûtée ». Raymond Aubrac retrouve Jardillier avec Jean Mairey, un autre ancien élève, fin 1944 dans une chambre de bonne, comme « un SDF vivant dans la crasse. Il refuse notre assistance… à l’exception de mon paquet de tabac » rapporte Aubrac. Il meurt peu de temps après, le 19 mai 1945, d'une crise cardiaque.

## Mandats et fonctions
- Membre de la SFIO (1921-1945)
- Député de la Côte-d'Or (1932-1940)
- Conseiller général de la Côte-d'Or (1934-1940)
- Maire de Dijon (1935-1940)
- Ministre des PTT du premier gouvernement Léon Blum  (4 juin 1936-22 juin 1937)

## Sources
- « JARDILLIER Robert, Louis, Antoine », Justinien Raymond, article du Maîtron, dictionnaire du mouvement ouvrier et social. : document utilisé comme source pour la rédaction de cet article.
- « Une place Robert-Jardillier », article du journal Le Bien public du 5 octobre 2003
- « Une œuvre inspirée mais inachevée... », article du journal Le Bien public no 638 du 23 octobre 2011
- Charles Marquès, Le XXe siècle à l'hôtel de ville de Dijon, Précy-sous-Thil, Éditions de l'Armençon, 2006
- Pierre Autran et Pierre Lévêque, Robert Jardillier (1890-1945) : Un socialiste humaniste et chrétien dans la tourmente, Dijon, éditions universitaires, 2014.
- « Robert Jardillier », dans le Dictionnaire des parlementaires français (1889-1940), sous la direction de Jean Jolly, PUF, 1960 [détail de l’édition]